# Min Tid Skal Komme
" Min Tid Skal Komme " – pierwszy album zespołu Fleurety, wydany w 1995.

## Lista utworów
1. "Fragmenter Av En Fortid" – 9:37
2. "En Skikkelse I Horisonten" – 11:33
3. "Hvileløs?" – 5:24
4. "Englers Piler Har Ingen Brodd" – 12:33
5. "Fragmenter Av En Fremtid" – 5:38

## Twórcy
- Alexander Nordgaren – gitara, śpiew
- S. E. Hatlevik – perkusja, syntezator, śpiew
- Per Amund Solberg – gitara basowa
- Marian Aas Hansen – wokal wspierający